# Vadret da Tschierva
Vadret da Tschierva (nazwa w języku romansz; niem. Tschiervagletscher) – lodowiec o długości 4 km (2005 r.) i powierzchni 6,2 km² (1973 r.).
Lodowiec położony jest w paśmie górskim Berninagruppe w kantonie Gryzonia w Szwajcarii.